# Détection d'explosifs

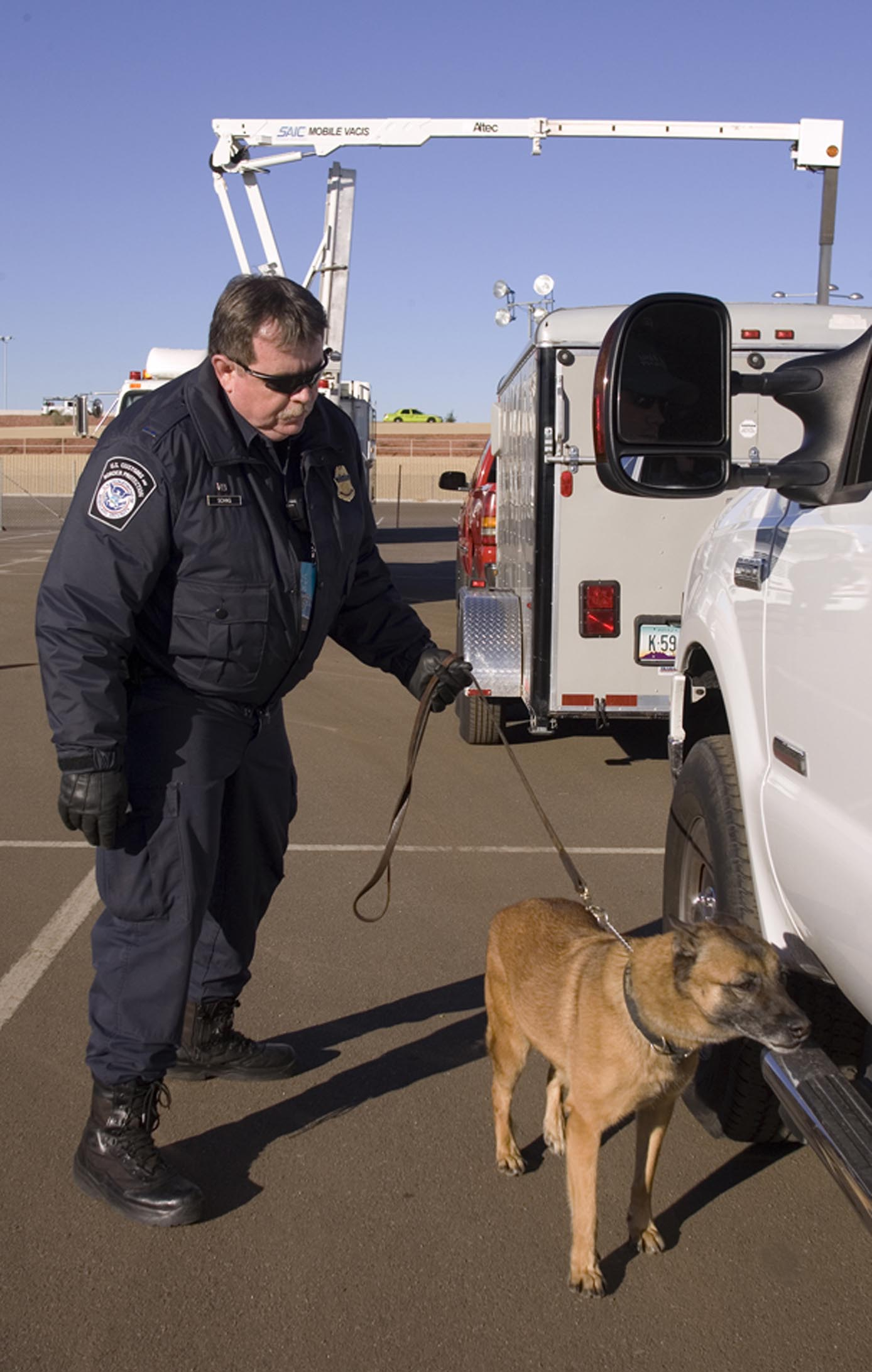
Un chien de détection au travail.

La détection d'explosifs désigne une inspection non destructive visant à détecter un matériel explosif. Ce type de détection est surtout effectué dans les aéroports, les ports et lors de contrôles frontaliers.

## Outils de détection

### Animaux
Les chiens de détection, spécialement entraînés, peuvent être utilisés dans la détection d'explosifs grâce à leur flair. Cependant, cette détection s'avère inefficace lorsque le chien devient fatigué ou lorsqu'il s'ennuie. Ils sont spécialement entraînés pour détecter l'odeur éventuelle de substances explosives et prévenir le maître-chien lorsqu'ils en détecte une ; ils peuvent frapper délicatement l'endroit où ils détectent la substance à l'aide de son museau et adoptent généralement une réponse passive lors de la détection. Ce type de détection canine vient à l'origine du Metropolitan Police Department de Washington, D.C. en 1970, grâce au maitre-chien Charles R. Kirchner.
Également, des abeilles sont utilisées pour détecter des explosifs. Elles sont utiles 2 jours avant de retourner dans leur ruche. La société biotechnologique Inscentinel (en) note que les abeilles seraient plus efficaces que les chiens de détection.

### Générateurs de rayons X
Des générateurs de rayons X peuvent détecter des explosifs grâce à la densité des objets examinés. La détection par rayons X est également utilisée pour détecter des objets tels que des détonateurs.

### Détecteurs de traces d'explosifs
La présence d'engins explosifs improvisés dans les ordinateurs portables emportés par les passagers en avion peut être repérée par des détecteurs de traces d'explosifs (en). Si les agents de sûreté aéroportuaire ont un doute sur une zone d'opacité ou sur la typologie passager, ils passent un détecteur de traces, de type lingette, sur l'ordinateur. La lingette est analysée en 7 secondes et permet de détecter la présence de traces d'explosifs laissées sur l'appareil. En France, les bagages qui vont en soute passent dans un système dit EDS (Explosives Detection Systems) qui prédétermine s'il y a ou non présence d'explosifs par l'analyse des molécules présentes à l'intérieur des bagages. Si la machine estime qu'il y a une menace sur le bagage, elle l'affiche à l'écran d'un opérateur humain qui peut lever le doute en inspectant le portable ou en l'envoyant vers un détecteur encore plus perfectionné, le tomographe.